# АЕС Ольґуїн
Атомна електростанція Ольґуїн (ісп. Central Nuclear Holguín) була другою запланованою атомною електростанцією на Кубі. Передбачалося, що вона буде розташована на сході острова в провінції Ольґуїн поблизу міста Ольгін. Будівництво мало розпочатися після введення в експлуатацію першого блоку АЕС Юрагуа. Чотири блоки електростанції повинні були мати загальну валову потужність 1760 МВт.

## Історія та технічна інформація

### Витоки
Кубинська ядерна програма передбачала будівництво до дванадцяти ядерних реакторів на території Куби. Чотири на АЕС Юрагуа по 440 МВт кожен, чотири на АЕС Ольгін на сході острова, також по 440 МВт кожен, і ще чотири потужністю від 440 до 1000 МВт на захід від Гавани в Пуерто-Есперанса.
Електростанція в Ольгіні повинна була мати чотири реактори з водою під тиском ВВЕР-440/318 із Радянського Союзу загальною електричною потужністю 440 МВт. Таким чином, загальна потужність електростанції повинна була досягти 1760 МВт. Згідно з початковим графіком, будівництво електростанції мало розпочатися в 1989 році, відразу після завершення будівництва першого блоку АЕС Юрагуа на півдні острова. Усе планування було припинено в 1991 році з розпадом Радянського Союзу, коли проект зіткнувся з проблемою фінансування. Через рік будівництво атомної електростанції Юрагуа також було припинене.

## Інформація про реактори
| Реактор   | Тип реактора | Продуктивність | Продуктивність | Початок будівництва | Підключення до мережі                              | Введення в експлуатацію                            | Закриття |
| Реактор   | Тип реактора | Нетто          | Брутто         | Початок будівництва | Підключення до мережі                              | Введення в експлуатацію                            | Закриття |
| --------- | ------------ | -------------- | -------------- | ------------------- | -------------------------------------------------- | -------------------------------------------------- | -------- |
| Ольґуїн-1 | ВВЕР-440/318 | 418 МВт        | 440 МВт        | 1989                | Заплановане будівництво було скасовано в 1991 році | Заплановане будівництво було скасовано в 1991 році |          |
| Ольґуїн-2 | ВВЕР-440/318 | 418 МВт        | 440 МВт        |                     | Заплановане будівництво було скасовано в 1991 році | Заплановане будівництво було скасовано в 1991 році |          |
| Ольґуїн-3 | ВВЕР-440/318 | 418 МВт        | 440 МВт        |                     | Заплановане будівництво було скасовано в 1991 році | Заплановане будівництво було скасовано в 1991 році |          |
| Ольґуїн-4 | ВВЕР-440/318 | 418 МВт        | 440 МВт        |                     | Заплановане будівництво було скасовано в 1991 році | Заплановане будівництво було скасовано в 1991 році |          |